# Richard A. Burridge
Richard Alan Burridge (11 giugno 1955) è un presbitero, teologo e biblista britannico.

## Biografia
Burridge ha studiato materie classiche e storia antica a Oxford all'University College, dove ha conseguito il bachelor of arts e il master of arts. Dal 1978 al 1982 ha insegnato in una scuola a Sevenoaks, poi ha studiato teologia a Nottingham al St John's College. Nel 1986 è stato ordinato prete anglicano. Ha esercitato il suo ministero in una parrocchia di Bromley fino al 1987, anno in cui è stato nominato cappellano all'Università di Exeter, dove è stato in seguito anche lettore di Nuovo Testamento. Nel 1989 ha conseguito il Ph.D. all'Università di Nottingham; la sua tesi di dottorato è stata pubblicata nel 1992. Nel 1994 Burridge è diventato decano al King's College London, dove è rimasto per 25 anni. Nel 2007 è stato nominato direttore del dipartimento di studi di Nuovo Testamento e nel 2008 gli è stata assegnata la cattedra personale di Interpretazione biblica. Nel 2013 è stato nominato canonico della cattedrale di Salisbury; nello stesso anno ha ricevuto da Papa Francesco il Premio Ratzinger per la teologia ed è stato il primo teologo non cattolico a vincere il premio. Nel 2019 si è ritirato dall'insegnamento, diventando professore onorario di Etica e Teologia al Gresham College. Burridge ha scritto numerosi articoli e tredici libri, sia come autore che come curatore editoriale. Burridge è stato sposato con Susan Morgan, da cui ha avuto due figli. Nel 2009 la coppia ha divorziato e nel 2014 Burridge si è risposato con Megan Warner.

## Libri principali
- What are the Gospels? A Comparison with Graeco-Roman Biography, Eerdmans, 1992
- Four Gospels, One Jesus?: a symbolic reading, Eerdmans, 1994
- John, Bible Reading Fellowship, 1998
- Faith Odyssey: A Journey Through Life, Bible Reading Fellowship, 2000
- Con Graham Gould (coautore), Jesus Now and Then, Eerdmans, 2004
- Imitating Jesus: An Inclusive Approach to New Testament Ethics, Eerdmans, 2007